# Lidia Perria
Lidia Perria (* 5. Februar 1950 in Rom; † 13. Dezember 2003 ebenda) war eine italienische Paläographin, die sich vor allem mit griechischen Minuskelschriften befasste.

## Leben
Lidia Perria studierte an der Universität La Sapienza in Rom Klassische Philologie, Byzantinistik und Paläographie. Zu ihren akademischen Lehrerinnen gehörte Enrica Follieri. Nachdem Perria 1972 die Doktorwürde erlangt hatte, setzte sie ihr Studium an der Spezialschule für Archivare und Bibliothekare der Sapienza fort (bis 1976). Sie blieb dieser Einrichtung ihr Leben lang verbunden und arbeitete dort zunächst als Assistentin, ab 1979 als Professore incaricato und ab 1982 als außerordentliche Professorin für griechische Paläographie. In den Jahren 1994 bis 1998 war sie außerordentliche Professorin ihres Faches an der Universität Messina. Zum 1. November 1998 kehrte sie als ordentliche Professorin für griechische Paläographie an die Sapienza zurück. Dort starb sie am 13. Dezember 2003 nach schwerer Krankheit.
Lidia Perria veröffentlichte zahlreiche Studien zur griechischen Minuskelschrift in ihrer historischen Entwicklung, vor allem zu Buchschriften des 11. und 12. Jahrhunderts. Für ihre Lehrtätigkeit an den Universitäten Messina und Rom verfasste sie ein Handbuch zur Entwicklung der griechischen Schriftstile von der Antike bis zur Renaissance, das 2011 postum veröffentlicht und 2018 ins Spanische übersetzt wurde.

## Schriften (Auswahl)
- Γραφίς / Graphis. Per una storia della scrittura greca libraria (secoli IV a.C. – XVI d.C.). (= Quaderni die Νέα Ῥώμη. 1). Rom 2011, ISBN 978-88-210-0887-0.
  - Spanische Übersetzung von Lucia Benassi und Inmaculada Pérez Martín: Γραφίς. Una historia de la escritura griega libraria, del siglo IV a.C. al siglo XVI d.C. (= Subsidia instrumenta. 9). Madrid 2018, ISBN 978-84-16639-62-5.